# Tetramesa viktorina
Tetramesa viktorina is een vliesvleugelig insect uit de familie Eurytomidae. De wetenschappelijke naam is voor het eerst geldig gepubliceerd in 1968 door Szelényi.